# Rec/All
Rec/All é o disco da banda de mesmo nome criada por Rodrigo Rossi. O álbum marcou a volta do cantor para o heavy metal e o hard rock, e juntou um time de peso para participar da obra: Marcelo Barbosa, Felipe Andreoli e Davis Ramay. O disco ainda contou com participações de Renato Tribuzy (que também foi o produtor), Kiko Loureiro, Roy Z, Edu Ardanuy, Marcelo Moreira, Pedro Tinello, Gus Monsanto, Lula Washington, Sidney Sohn Jr., e Alessandro Del Vecchio. O título nasceu das conversas entre cantor e produtor, onde debatiam que tipo de som fazer ao discorrer sobre os estilos pelos quais Rossi já transitou. A conclusão foi: “grava tudo”.
A música "Ihate" teve um videoplipe produzido.
A banda fez shows para divulgar o álbum. Abrindo para nomes de peso como Symphony X e Tarja Turunen.

## Músicos

### Banda
Rodrigo Rossi - Vocais
Felipe Andreoli - Baixo
Davis Ramay - Guitarra
Marcelo Barbosa - Guitarra

### Convidados
Roy Z - Guitarra 
Edu Ardanuy - Guitarra 
Lula Washington - Violão
Alessandro Del Vecchio - Piano 
Kiko Loureiro - Guitarra 
Gus Monsanto - Vocais
Renato Tribuzy - Vocais
Sidney Sohn Jr. - Teclado
Marcelo Moreira - Bateria

## Recepção
Ricardo Seelig, do Whiplash.net, elogiou bastante o álbum, dizendo que “O som é moderno, atual, e pode ser classificado sem erro como metal tradicional mas como uma pegada bastante contemporânea.”

## Faixas
| N.º            | Título                                                  | Duração |  |
| 1.             | "Rio Riots"                                             | 3:40    |  |
| 2.             | "Ihate"                                                 | 4:35    |  |
| 3.             | "Blind"                                                 | 5:12    |  |
| 4.             | "THE NEXT DOOR -INDESTRUCTIBLE-" (de Street Fighter IV) | 4:15    |  |
| 5.             | "Broken Wings"                                          | 4:48    |  |
| 6.             | "5 A.M."                                                | 3:53    |  |
| 7.             | "We Own the Night"                                      | 4:13    |  |
| 8.             | "Walk with You"                                         | 5:43    |  |
| 9.             | "Running in Her Veins"                                  | 5:01    |  |
| 10.            | "Oh, Angel!" (de Fatal Fury 3: A Fúria)                 | 3:18    |  |
| 11.            | "Set the Night on Fire"                                 | 4:20    |  |
| 12.            | "Angels and Demons" (do Angra)                          | 4:11    |  |
| Duração total: | Duração total:                                          | 53:12   |  |